# IBM PS/2

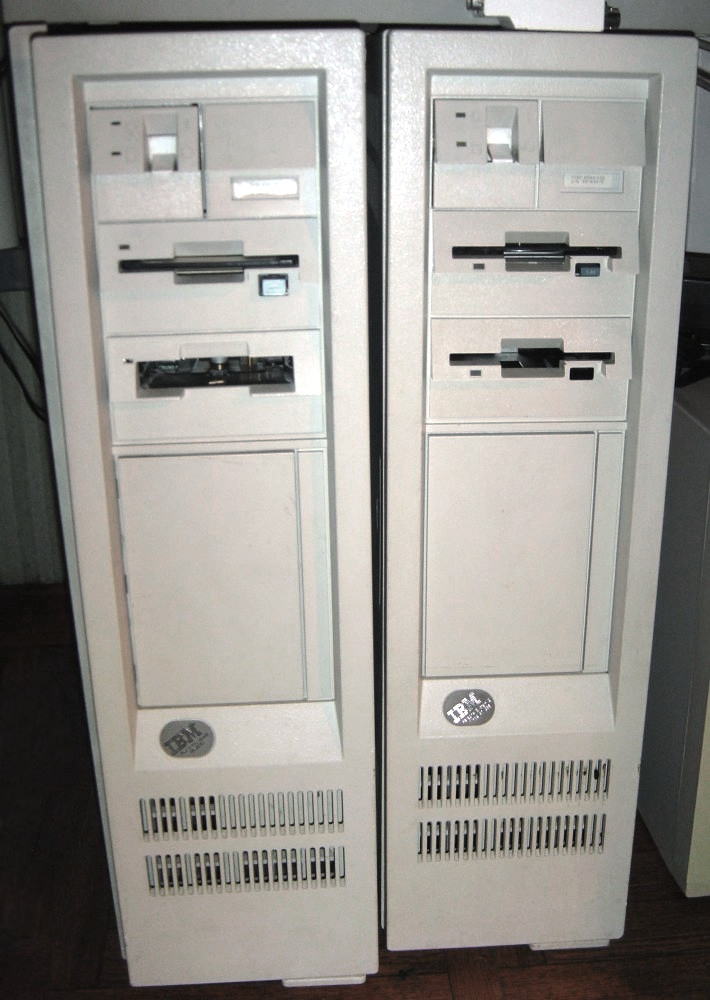
タワー型のIBM PS/2モデル60、70

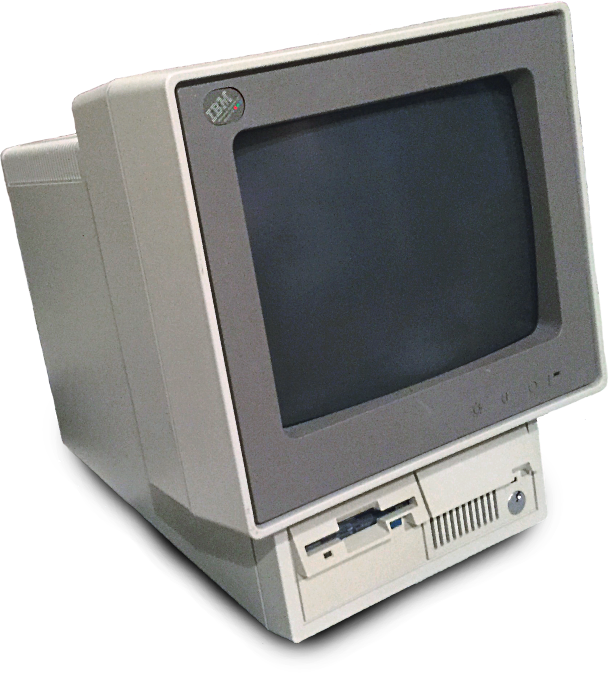
CRT一体型のIBM PS/2 モデル25

IBM PS/2（IBMぴーえすつー、英語: IBM Personal System/2）は、IBMが1987年に発売したパーソナルコンピュータのシリーズ。
上位モデルではCPUに80386、拡張バスにMicro Channel Architecture（MCA）、グラフィックにVGAを採用し、IBMとマイクロソフトの共同開発OSであるOS/2も同時発表された。主に企業向けだが、初期には個人向けモデル、後にはノート型も登場した。前身はIBM PC AT、後継は企業向けのIBM PC Series、家庭向けのIBM PS/1、ノート型のThinkPadなど。

## 概要
一部の下位モデル（25、30など）を除き、以下のハードウェア仕様を採用した。MCAやABIOSを除き、今日のPC/AT互換機に繋がる仕様は、ここで確立された。
- システムバスとして、拡張ボードのリソース自動設定や高度なバス調停機能を持つ高速なMicro Channel Architecture（MCA）
- BIOSとして、ABIOSを搭載
- ビデオサブシステム（グラフィック規格）として、Video Graphics Array(VGA)を搭載
- 全機種で3.5インチ・フロッピードライブを搭載(720K/1.44M)
- 全機種でキーボードおよびマウスインターフェースのPS/2ポートを搭載
- 純正OSとして、PC DOS(IBM DOS)およびOS/2(PS/2より遅れて出荷開始)をサポート

キーボードレイアウトは後期PC/ATの101拡張キーボードのままであり、プリンターなどはそのまま使用できた。MCAモデルは従来のAT拡張カードは使用できず、従来の5インチのフロッピーディスクは3.5インチに変換が必要だったが、ソフトウェア的には上位互換性があり、大半のIBM PC系(PC/XT、PC/AT)用のソフトウェアはPS/2でも使用できた。
コンパックなどによるPC/AT互換機が台頭し始めていたPC業界に対し、大胆で野心的な仕様変更を伴うモデルチェンジは、IBMの主導権回復を意図したものであったが、MCAやOS/2は広くは普及しなかった。しかしVGA、PS/2ポート、3.5インチフロッピーディスク(720K/1.44M)などは、PS/2登場後のPC/AT互換機の仕様として事実上の標準となった。
PS/2ではFDDや電源ユニットさえもケーブルを用いず、専用のプラスチックレールを持つスロットに差すだけで接続が完了するという、徹底したモジュール化思想が適用された。その整然とした筐体構成はネジと板金とケーブルが錯綜するPC/AT互換機に比べれば瞠目すべきものであったが、モジュールのほとんどはIBM純正品しか入手できない専用規格であり、融通が利かず高価となる原因ともなった。

## モデル
主要なモデルは以下の通りである。この他に派生モデル（LANアダプター搭載モデル、Ultimediaモデルなど）が多数ある。
| 発表       | モデル（型番）           | CPU           | バス               | ビデオ | 特徴                                  |
| ---------- | ------------------------ | ------------- | ------------------ | ------ | ------------------------------------- |
| 1987年4月  | 30(8530-0xx)             | 8086          | XTバス(8ビットISA) | MCGA   | デスクトップ、720K FDD、HDDなし       |
| 1987年4月  | 50(8550-021)             | 80286         | 16ビットMCA        | VGA    | デスクトップ                          |
| 1987年4月  | 60(8560-041)             | 80286         | 16ビットMCA        | VGA    | タワー型                              |
| 1987年4月  | 80(8580-041/071/111)     | 80386DX       | 32ビットMCA        | VGA    | タワー型                              |
| 1987年8月  | 25(8525)                 | 8086          | XTバス(8ビットISA) | MCGA   | ディスプレイ一体型、720K FDD、HDDなし |
| 1987年11月 | (OS/2 1.0)               |               |                    |        |                                       |
| 1988年6月  | 25 LS                    |               |                    |        |                                       |
| 1988年6月  | 50 Z(8550-031/061)       | 80286         | 16ビットMCA        | VGA    | 50の高速版                            |
| 1988年6月  | 70 386(8570-A21/E61/121) | 80386DX       | 32ビットMCA        | VGA    | デスクトップ                          |
| 1988年7月  | (DOS 4.0)                |               |                    |        |                                       |
| 1988年8月  | 30 286(8530-F01/F21)     | 80286         | ATバス(ISA)        | VGA    |                                       |
| 1989年5月  | 55SX(8550-031/061)       | 80386SX       | 16ビットMCA        | VGA    |                                       |
| 1989年5月  | P70 386(8570-061/121)    | 80386         | 32ビットMCA        | VGA    | ポータブル                            |
| 1990年3月  | 65 SX                    | 80386SX       | 16ビットMCA        | VGA    |                                       |
| 1990年5月  | 25 286                   | 80286         |                    |        |                                       |
| 1990年6月  | (PS/1)                   | 80286/386/486 | ATバス(ISA)        | VGA    | →PS/1参照                             |
| 1990年10月 | 55 LS                    |               |                    |        |                                       |
| 1990年10月 | 80(-A16/161/081)         | 486SX         | 32ビットMCA        | VGA    |                                       |
| 1990年10月 | 90 XP 486(8590-0J9)      | 486DX-25      | 32ビットMCA        | XGA    |                                       |
| 1990年10月 | 95 XP 486(8595-0KD)      | 486DX-33      | 32ビットMCA        | XGA    | タワー型                              |
| 1990年11月 | P75 486                  | 486DX         | 32ビットMCA        | VGA    |                                       |
| 1991年3月  | L40 SX(8543-044)         | 386SX-20      | MCA                | VGA    | ラップトップ(3.5kg)                   |
| 1991年4月  | 90 XP 486SX              | 486SX         | 32ビットMCA        | XGA    |                                       |
| 1991年4月  | 95 XP 486SX              | 486SX         | 32ビットMCA        | XGA    |                                       |
| 1991年6月  | 35 SX(8535-4x)           | 386SX-20      | ATバス(ISA)        | VGA    | デスクトップ                          |
| 1991年6月  | 35 LS                    |               |                    |        |                                       |
| 1991年6月  | 40 SX                    |               |                    |        |                                       |
| 1991年6月  | 57 SX(8557-049)          | 386SX-20      | MCA                | VGA    | デスクトップ                          |
| 1991年10月 | 56 SX(8556-04x)          | 386SX-20      | MCA                | VGA    | デスクトップ                          |
| 1992年11月 | 90 (8590-OL9)            | 486DX2-50/25  | MCA                | VGA    | タワー                                |
| 1993年2月  | 56 486SLC (9556-0Bx)     | 486SLC2-50/25 | MCA                | XGA-2  | デスクトップ                          |
| 1993年3月  | 76 486SX(9576-0Ux)       | 486SX-33      | MCA                | XGA-2  | デスクトップ                          |
| 1993年3月  | 77 486SX(9577-0Ux)       | 486SX-33      | MCA                | XGA-2  | デスクトップ                          |
| 1993年3月  | 77 486DX2(9577-0Nx)      | 486DX2-66/33  | MCA                | XGA-2  | デスクトップ                          |
| 1993年3月  | 95 XP 486(8595-0MT)      | 486DX-50      | MCA                | XGA-2  | タワー                                |
| 1993年11月 | 95A 566(9595-3QT)        | Pentium-66    | MCA                | SVGA   | タワー                                |
| 1993年12月 | 85 433(9585-0KG)         | 486DX-33      | MCA                | SVGA   | タワー                                |
| 1993年12月 | PS/2 E(9533-DB7)         | 486SLC2-50/25 | PCMCIA             | XGA-2  | 省スペース・省エネルギー・省ノイズ    |
| 1994年6月  | 76I(9576-Axx)            | 486SX/486DX2  | MCA                | SVGA   | デスクトップ                          |
| 1994年6月  | 76S(9576-Bxx)            | 486DX2        | MCA                | SVGA   | デスクトップ                          |
| 1994年6月  | 77I(9577-Axx)            | 486DX2        | MCA                | SVGA   | デスクトップ                          |
| 1994年6月  | 77I(9577-Bxx)            | 486SX/486DX2  | MCA                | SVGA   | デスクトップ                          |

## 影響
MCA、VGA、3.5インチ・フロッピードライブ(720K/1.44M)、PS/2ポート、OS/2など多数の規格がPS/2発表時に初めて登場した。特にMCAは従来からのPC/ATとハードウェア面の互換性を断ち切るものであったため、大きな議論となった。
Micro Channel Architecture(MCA)はそれまでのPC/ATのISAバス（当時はATバスと呼ばれていた）用拡張ボードとは互換性がなく、またIBMが仕様の使用に対して高額なロイヤルティー（特許使用料）を請求した事から、ごく一部のメーカを除き互換機を発売しなかったため、パーソナルコンピュータにおける拡張カードの主導権奪回と言う当初の目的は失敗した。Compaq、ASTリサーチ、エイサーなどの大多数のPCメーカは、同様に拡張ボードのリソース自動設定や高度なバス調停機能を持ちつつも、ISAとも上位互換性のあるEISAバスを制定しMCAに対抗したが、高機能が高価格に直結してEISAもサーバ機等への採用に留まる事となった。後に、普及価格帯の機種は、リソースの自動設定機能は持たないが、ATバスをベースにグラフィック高速表示などに特化した簡易的・暫定的な拡張方法であるVLバスを採用した。このためMCA、EISA、ISAおよびVLBの規格併存が続き、後にPCIへの移行によって統合された。
なお日本では日本IBMがPS/2ベースに日本語対応を行ったPS/55シリーズを発売した。